# قصه‌های آب
قصه‌های آب نام مجموعه مستندهای تلویزیونی ایرانی محصول شبکه مستند سیما است که به تهیه‌کنندگی و کارگردانی "رضا خوشدل راد" ساخته شده‌است .
این مجموعه داستان شهرها و روستاهایی از ایران را به تصویر می‌کشد که با بحران کم‌آبی دست و پنجه نرم می‌کنند و علاوه بر بررسی مشکلات برخی از روستاها و شهرها، راهکارهای آنان برای مصرف بهینه از آب باقی مانده را به تصویر می‌کشد.

## قسمت‌ها
1. جاز
2. کم جان
3. دیزباد بالا
4. اینجا خانه من است
5. سیلاب
6. میل سفید
7. شادگان
8. کمکوئیه
9. دشت نیشابور
10. هورالعظیم
11. سمنان
12. اشتهارد
13. اصفهان